# 奧麗維亞 (日本歌手)
奧麗維亞·魯夫金（Olivia Lufkin，1979年12月9日—），藝名OLIVIA，日本女歌手，為美（父）琉（母）混血。她妹妹Caroline Lufkin也是一位歌手（藝名Caroline）

## 生平
OLIVIA（Olivia Lufkin）是AVEX（艾回）旗下厂牌cutting edge中的一个双语歌手。
Olivia的其他亲戚也是音乐家。她的弟弟Jeff组建了一个乐队，而她的妹妹Caroline是美国地下厂牌Temporary Records旗下的一个电子乐歌手。Olivia还曾经为Caroline的专辑做美工编辑。
另外，Olivia常被人与另一个歌手Olivia Ong混淆。

### 出道前-2001
Olivia于1979年在冲绳出生。因为那时她父亲是一个美国海軍，她经常搬家。在1982年，Olivia搬到加州的聖地牙哥，之后返回冲绳。之后Olivia又搬回美国北卡罗莱纳州位于Jacksonville的White Oak High School。两年之后，Olivia又搬回冲绳。
在Olivia小时候，她每天早上都听父母放的音乐，也在电视上看到许多音乐家。原先她喜欢畫畫和手工，并且在她上学的时候获得了许多奖项。
Olivia在她上高中的第一年开始做音乐。Olivia进入冲绳演艺学校学习（安室奈美惠和SPEED都毕业于那里）。她在参加1996年的一场演出时被Avex Trax发现，并被邀请进入演唱eurobeat舞曲的团体“Dance & Dream”，简称“D&D”。她接受了邀请。之后D&D在1996年出道。
D&D是一个eurobeat曲风的团体，由Olivia和另外两名成员上原あや（Uehara Aya）、比嘉千贺乃（Higa Chikano）组成。他们在1996年以单曲《IN YOUR EYES》出道，并在1996年至1998年间发行了5张单曲。所有单曲均被多个公司用作广告曲、背景音乐等。这些单曲并未获得很大成功，在oricon榜上的最高名次仅为第25位。但是她们的专辑《Love is a Melody ~D&D Memorial 1st~》到达了第5位。D&D的音乐完全被制作人所控制。据说Olivia认为她在D&D中的生活十分有趣，她感到很开心，而她为自己能加入这个团体感到十分高兴。随着时间的推移，她渐渐会产生这样一种想法，比如说“这样一段旋律会比原来的旋律更好”或是其他相似的想法，直到她单飞以后。
在D&D的专辑发布以后，公司决定将这个团体分成“OLIVIA”（也就是OLIVIA单飞）和“Aya & Chika”（包括另外两名成员）两组。在《Kiss in the Sun》（oricon最高名次35位）和《Rise in My Heart》（oricon最高名次55位）两张单曲后，Aya & Chika正式解散。

### 1999-2002
著名制作人小室哲哉有一天听到了Olivia的音乐，他形容“她的声音清脆却有著无与伦比的爆发力”，并认为她是加入他与Jean Michel Jarre合作音乐计划的最佳人选。这个计划是为1998年法国世界杯足球赛制作日本队主题曲《Together Now》。这张单曲在D&D的专辑发布一个月之后，于日本、法国两地发行。Olivia也出演了这首歌的MV。这张单曲的发行让Olivia远离先前的舞曲风，转向更加摇滚的曲风。
这张单曲发布10个月之后，Olivia在她的音乐事业上再次获得了一个好机会。小室哲哉决定让Olivia单飞（就像安室奈美惠从SUPER MONKEYS单飞后获得成功一样）。Olivia在1999年二月正式成为Avex Trax旗下的一名个人歌手。
但是，Olivia这时并不开心，因为她并不能控制自己的音乐事业。她的第三张单曲《Dear Angel》虽然并没有完全由自己编曲（由Ebine Yuuko编曲），但是这首歌采用了Olivia自己用英文和日文写的歌词，并且她也参与了编曲。Olivia说她“在情绪低落的日子里写了这首歌”，而在这时她正在试着“创造更加复杂的音乐”。在这之后，所有Olivia的音乐都由她自己编写制作。在写歌之前，Olivia听了许多她喜欢的艺术家的音乐（比如说PJ Harvey和Björk），但是发现很难“在日本音乐界做出这种音乐”。因此，Olivia决定改变她的音乐风格为“更让人容易理解的摇滚”。
Olivia之后发布了3张单曲，并在她单飞两年后发布了专辑《synchronicity》。Olivia说这张专辑并没有很突出的曲风，因为几乎每首歌的风格都不一样（可以说这张专辑是摇滚、流行、ethereal甚至爵士的混合）。
在一年多的休整后，Olivia发布了她的第7张单曲《Sea me》。在这之后，她从Avex Trax转到了AVEX旗下的另一个厂牌Cutting Edge（面向海外市场）。在这之后，她在国外的知名度开始提高，不久后歌迷网站OliviaLufkinOnline.com（http://www.olivialufkinonline.com/）成立。%5B%5D
在这之后Olivia的唱片发行越来越少。4个月后她的第一张MV集（video clip collection）发行。在这之后，Olivia的下一张单曲《Into the Stars》计划在7月和一张迷你专辑一起发布。然而，计划因故改变，单曲一直推迟到9月才发行，而专辑的发行也同样被推迟了。

### 2003-2004
在这时，Olivia决定完全改变自己的曲风，并将使用英文写作和演唱她所有的作品。她的下一张迷你专辑《Internal Bleeding Strawberry》发行，但只在Tower Records销售。这张迷你专辑包括了《Synchronicity》中的两首英文歌曲、《Dress me Up》的英文版和《Color of your Spoon》的愛爾蘭语版。
与此同时，在2003年Olivia决定和她的朋友Friedia Niimura（Rin Kozue）一起创建一个名叫Black Daisy Ville的服装品牌。这个品牌到2004年为止已发布了一系列夏季服饰与饰品。后来Friedia搬到了美国，从此这个品牌就不再发布新品。
《Internal Bleeding Strawberry》是Olivia这段时间发布的4张迷你专辑的第一张，创下一出版便登上Tower Records涩谷店综合榜第2名的记录。发片当天，并在Tower Records涩谷店B1F STAGE ONE举办了免费招待的演唱会，入场券一个礼拜内便被索取一空。在它于2003年发行后，《Merry & Hell Go Round》《Comatose Bunny Butcher》《The Return of the Chlorophyll Bunny》三张迷你专辑也先后发行。这三张迷你专辑和《Internal Bleeding Strawberry》一样都只在Tower Records发行并且只用英文演唱。Olivia的弟弟Jeffrey Lufkin大量参加了这4张专辑的创作，包括歌词、作曲、伴奏，甚至还负责多首歌曲的伴唱和rap。
之后，Olivia发布了她的第2张专辑《The Lost Lolli》。在这张专辑中，突破性的集合了Alternative、Hard Rock、Speed Metal等曲风，除了新歌《Alone in Our Castle》和《Fake Flowers》以外，其他歌曲均是从之前的迷你专辑中精选出的畅销单曲。这张专辑在日本全国发行（Tower Records有初回限定盘的销售），《The Lost Lolli》在发行中将《SpidERSpins (Lost Lolli Mix)》作为宣传用歌，并为这首歌拍摄了MV。

### 2005-2006
专辑发行之后，Olivia再一次进入休整期，只偶尔参加一些演唱会。其中包括HYDE在2005年举行的《HALLOWEEN OF THE LIVING DEAD》演唱会。
在这段时间，Olivia除了为时尚杂志当模特兒外很少在公众前露面。她之后说，这段休整是因为她在《The Lost Lolli》发行时，“感觉十分消沉”（feeling pretty depressed），并且“开始注意到自己的许多缺点”（started to notice and realize a lot of [her] faults）。这种感觉源于 “当她看到一切的时候黑暗渗透进心里”（...dark filter through which [she] saw everything），在制作迷你专辑《Merry & Hell Go Round》时第一次产生。为了打消这种想法，她飞到洛杉矶并在那里居住了3个月。之后，她返回了东京，开始完全改变自己的生活：吃更多的健康食物，让自己的生活节奏放慢下来。
在Olivia休整时，她的妹妹Caroline在美国独立厂牌Temporary Residence下以单曲《Where's My Love》正式出道，并于2006年初发行了自己的第一张专辑《Murmurs》。Olivia帮Caroline做了这张专辑的美工，包括与 Caroline一起拍照和在专辑内页绘画。
2006年3月初，Olivia再次在日本音乐界发行音乐。她为漫画《NANA》动画版中的乐队Trapnest主唱芹泽蕾拉配唱。作为她第一次饰演该角色，Olivia演唱了动画的第一首片尾曲《a little pain》。与她一同出演的还有土屋安娜，她出演的是Trapnest的对手Black Stones的主唱大崎娜娜。同样，土屋安娜演唱了动画的片头曲。漫画的作者矢泽爱发现Olivia是当一个AVEX的工作人员给了她《Sea me》和《Into The Stars》两张单曲的CD时。据报道她第一次听后惊讶地叫道，“这角色非她莫属！”创作《a little pain》这首歌时，Olivia先确定下歌曲的主题，之后用英文写下歌词，再将歌词翻译成日文。这首歌是有关“（蕾拉的）寂寞，痛苦和强势”，因此 Olivia发现她可以很好的与这个角色沟通。
Olivia说她现在的音乐所要传达的感受已经改变了。她的风格“变得更加细腻”，它是“悦耳的”并且“更酷的”。她“从未认真看过漫画”，现在不得不看漫画以仔细研究蕾拉的心理。她特地在写歌时以蕾拉的经历来写。她说：“以另一个人的身份来演唱是很有趣的，就像一个演员”。她说自己“写过许多不同的歌”，但是它们听起来太“西方化和黑暗”，而《a little pain》听起来感觉更像一支“日本的顶级乐队”。
当《a little pain》初次发行时，它到达了oricon榜第八名，第二周，这张单曲的销量超过了她的第一张单曲《I.L.Y.~欲望~》（当时是她销量最高的单曲）。
Olivia在那之后继续为《NANA》制作音乐。在土屋安娜的《Rose》和Olivia的《a Little Pain》之后的片头曲和片尾曲都由Olivia演唱。单曲《Wish / Starless Night》随后于10月发行。
Olivia的首场海外演出在10月28日于C美國加州的 Pacific Media Expo举行，受到了观众的热烈欢迎。

### 2007-2008
在2007年初，Olivia发行了一张新迷你专辑《The Cloudy Dreamer》。紧随其后的是2007年2月28日以OLIVIA inspi' REIRA (TRAPNEST)的名义发行的迷你专辑《Trapnest》（土屋安娜在同一天发行了《Black Stones》）。最后，精选集《NANA BEST》发行，其中收录有Olivia和土屋安娜为《NANA》演唱的所有歌曲以及几首未发行过的新歌。
在《NANA BEST》的发行后，Olivia在日本与法国巴黎开了多场演唱会。Olivia最近还为Vision Factory的歌曲集《FLOWER FESTIVAL》制作并演唱了一首新歌《Bleeding Heart》。
2008年9月17日，OLIVIA在日本發行了睽違1年8個月的全新迷你專輯《Trinka Trinka》。
《Trinka Trinka》是OLIVIA自創的單字，用來形容女孩子們咯咯輕笑時銀鈴般的笑聲，睽違已久的全新作品融合了Techno、工業搖滾、Ambient以及本身擅長的搖滾要素等而更顯層次變化豐富，與過去作品相比更多了些活潑明亮的感覺，這正呼應著OLIVIA奧莉維亞心境的轉變，她同時也期待能透過音樂傳達給大家。首波主打「Rain」收錄為日劇「手機搜查官7」片尾曲。 
台灣於2008年9月19日發行《Trinka Trinka》CD+DVD版本。

## 唱片

### 專輯
- synchronicity - 2000-12-06
- The Lost Lolli - 2004-02-18
- OLIVIA inspi' REIRA(TRAPNEST) - 2007-02-28

### 迷你專輯
- Internal Bleeding Strawberry - 2003-02-21
- Merry&Hell Go Round - 2003-06-27
- Comatose Bunny Butcher - 2003-09-12
- The Return of the Chlorophyll Bunny - 2003-12-03
- The Cloudy Dreamer - 2007-01-17
- Trinka Trinka - 2008-9-17

### 單曲
- I.L.Y.~Yokubou~ (I.L.Y.～欲望～, I.L.Y.~Desire~) - 1999-02-03
- re-ACT - 1999-05-12
- Dear Angel - 1999-10-06
- Dress me Up - 2000-04-19
- Dekinai (できない, I Can't) - 2000-07-26
- Color of your Spoon - 2000-10-04
- Sea me - 2001-12-05
- Into The Stars - 2002-09-04
- a little pain (as OLIVIA inspi' REIRA(TRAPNEST)) - 2006-06-28
- Wish / Starless Night (as OLIVIA inspi' REIRA(TRAPNEST)) - 2006-10-11
- Sailing free - 2009-04-15

### 數位下載
- If you only knew (World's End Girlfriend remix) - 2007-07-08

### DVD
- Video Clips - 2002-03-13